# اف‌ئی‌دی ۲
اف‌ئی‌دی ۲ (به انگلیسی: FED 2) یک دوربین عکاسی فیلم ۱۳۵ تک‌لنزی غیربازتابی ساخت شرکت اف‌ئی‌دی است که در سال ۱۹۵۵ میلادی عرضه شد.